# Kastor
Kastor je druga najsvetlejša zvezda zodiak ozvezdja Dvojčka. Ima Bayerjevo poimenovanje α Geminorum, kar je latinizirano v Alpha Geminorum in okrajšano v Alpha Gem ali α Gem.  Ima navidezni sij 1,58 in je ena najsvetlejših zvezd na nočnem nebu. Kastor s prostim očesom izgleda enotno, vendar je dejansko sistem šestih zvezd, organiziran v tri binarne pare. Čeprav je 'α' (alfa) član ozvezdja, je pol magnitude bolj medel od 'β' (beta) Geminorum, Poluksa.

## Zvezdni sistem
Kastor je sistem več zvezd, ki ga sestavlja šest individualnih zvezd; obstajajo tri vidni sestavni deli, ki so vsi spektroskopični dvojniki. Za prosto oko deluje Kastor kot enotna zvezda, leta 1718 pa ga je James Pound prvič zabeležil kot dvojno zvezdo, vendar ga je Cassini že leta 1678 razčlenil na vsaj dva vira svetlobe. Ločitev med binarnim sistemom Kastor A in Kastor B se je povečala z okrog  2″ (2 kotnih sekund kotne meritve) leta 1970 na okrog 6″ leta 2017. Ta para imata navidezni sij 1,9 in 3,0.
Odkrito je bilo, da Kastor C ali YY Geminorum variira v svetlosti z regularno periodo. Je ekliptična binarna zvezda z dodatnimi variacijami zaradi območij različne svetlosti na površini ene ali obeh zvezd ter nepravilnih sijev. Sestavna dela Kastorja C orbitirata v manj kot dnevu. Kastor C naj bi bil v orbiti okrog Kastorja AB, vendar z izjemno dolgo periodo več tisoč let. Je 73″ oddaljen od svetlih sestavnih delov.

## Fizične lastnosti
Kastor je od Zemlje oddaljen 49 svetlobnih let, kar je bilo določeno z njegovo veliko letno paralakso.
Dve svetli zvezdi sta obe zvezdi tipa A glavnega niza, masivnejši in svetlejši od Sonca. Lastnosti njihovih spremljevalk, rdečih pritlikavk, je težko določiti, vendar je znano, da imata masi 39 % Sončeve.
Kastor B je Am zvezda z zelo močnimi spektralnimi linijami določenih kovin.
Kastor C je variabilna zvezda, opredeljena kot tip BY Draconis spremenljivka. BY Draconis spremenljivke so hladne pritlikavke, ki variirajo, kot rotirajo zaradi zvezdnih točk ali drugih variacij v njihovi fotosferah. Dve rdeči pritlikavki Kastorja V sta skoraj identični z masama približno polovico Sončeve in svetlostjo manj kot 10 % Sončeve. Od leta 2018 sumijo na rjavo pritlikavko z maso vsaj 49±7 Jupitrove v orbiti Kastorja C s periodo 50 let. Če bo to potrjeno, bo Kastor sistem sedmih zvezd.
Vse rdeče pritlikavke z Kastorjevem sistemu imajo emisije linij v njihovem spektru in vse so sijoče zvezde.